# Micracanthorhynchina hemirhamphi
Micracanthorhynchina hemirhamphi är en hakmaskart som först beskrevs av Edward Baylis 1944.  Micracanthorhynchina hemirhamphi ingår i släktet Micracanthorhynchina och familjen Rhadinorhynchidae. Inga underarter finns listade i Catalogue of Life.